# Sönnarslövssjön
Sönnarslövssjön är en sjö i Kristianstads kommun i Skåne och ingår i Helge ås huvudavrinningsområde.